# Antonio Cedrés
Antonio Cedrés Cabrera (Las Palmas de Gran Canaria, 28 de octubre de 1927-Las Palmas de Gran Canaria, 14 de octubre de 2015) fue un futbolista y entrenador español.

## Biografía
Debutó en el Real Club Victoria y posteriormente jugó en la U. D. Telde, U. D. Las Palmas y Real Betis, donde marcó cuatro goles en los trece partidos que jugó con los verdiblancos en Tercera División. A los 24 años, se tuvo que retirar debido a una lesión.
Como entrenador, dirigió la Unió Deportiva El Carmen, la Unión Deportiva Isleta y el Club Deportivo Rosiana. Con un grupo de entusiastas se unen para fundar el UD Las Torres grancanario.
Sus hermanos Juan, Domingo y Feluco también fueron futbolistas.